# Paso de San Gotardo

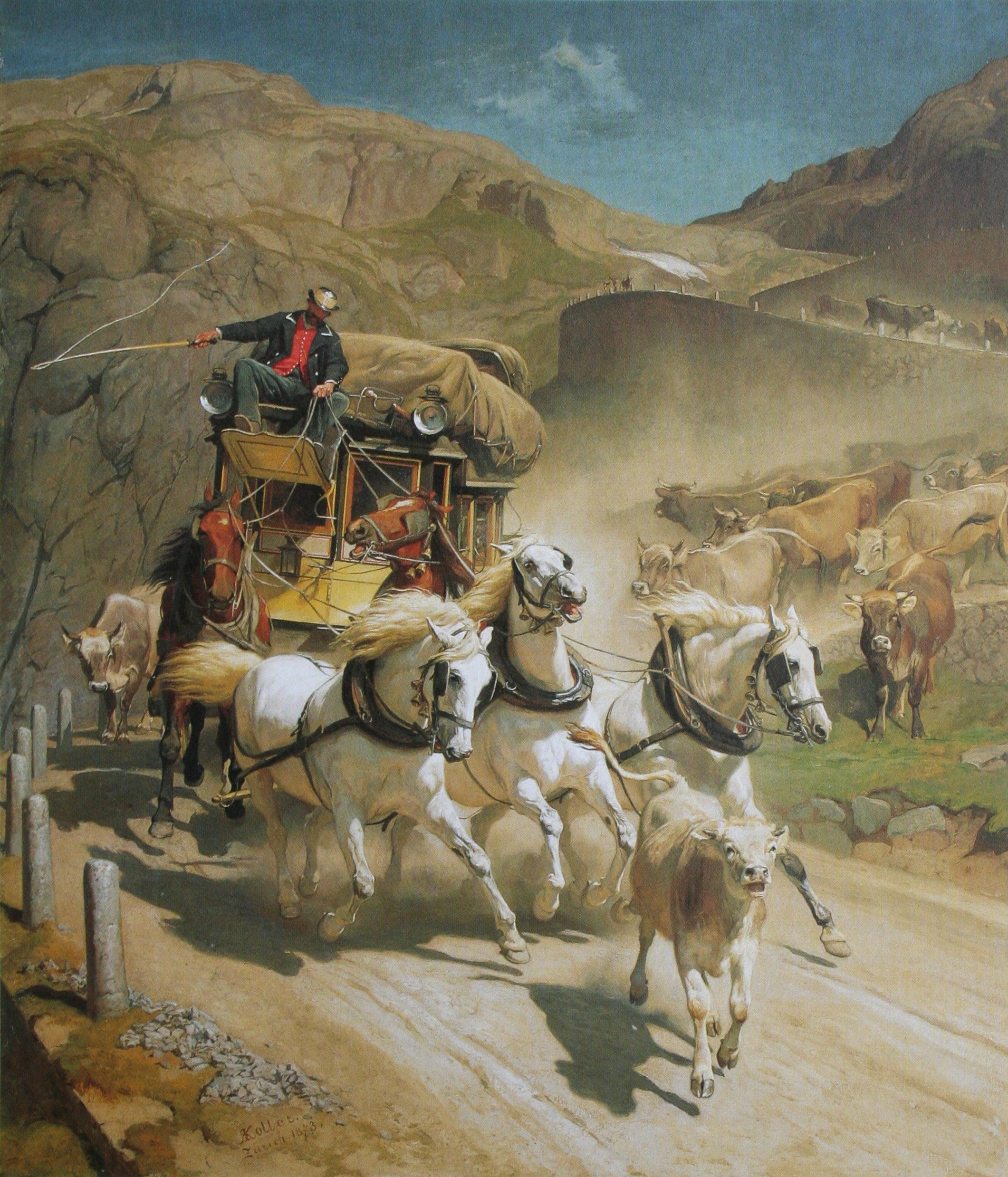
Paso de San Gotardo, por Rudolf Koller (1873).

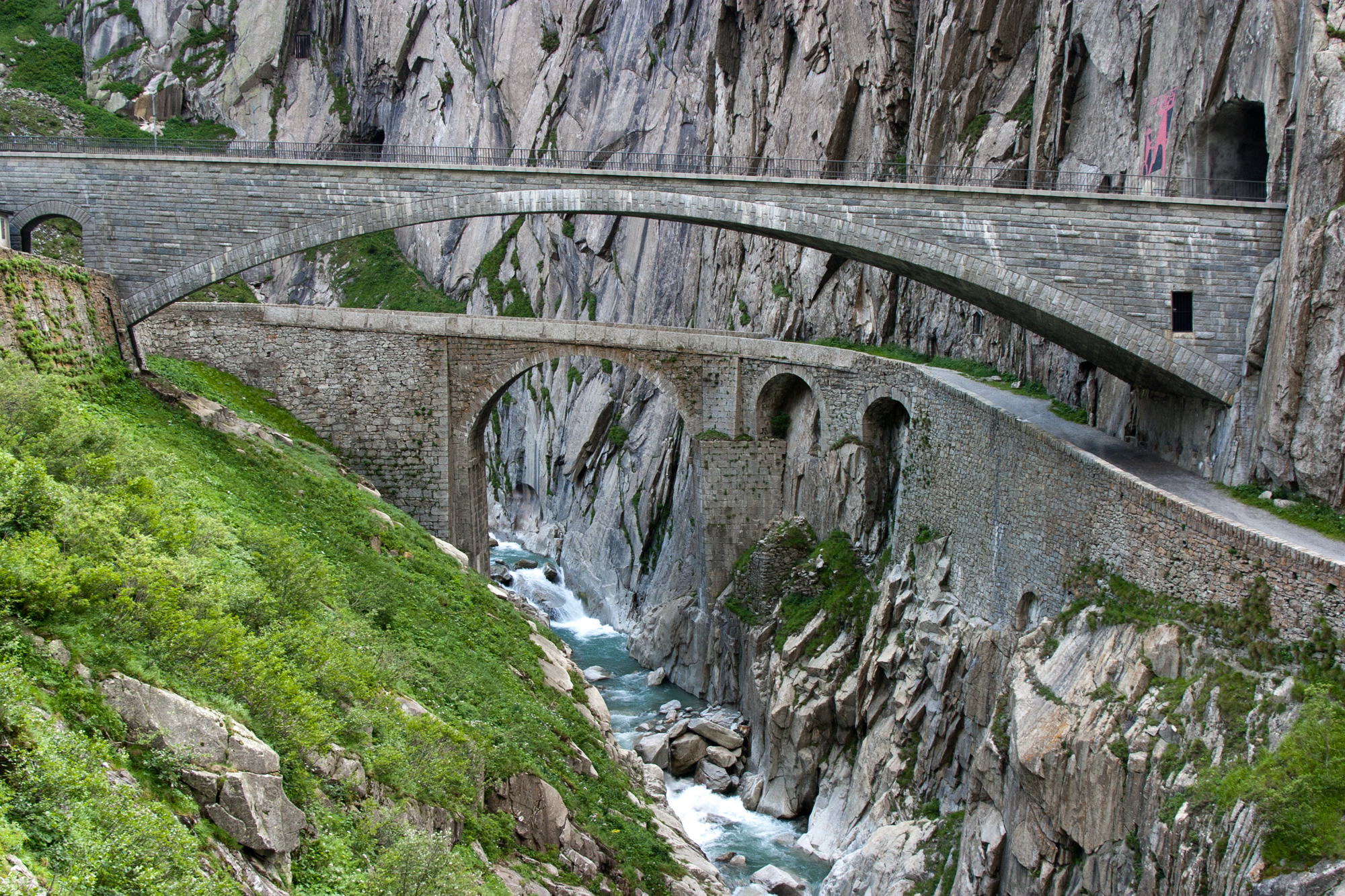
El moderno Puente del Diablo reemplaza al antiguo, más abajo.

El paso de San Gotardo (en alemán, Gotthardpass; en italiano, Passo del San Gottardo) es un paso de montaña situado a 2109 metros en Suiza, entre Andermatt (Uri) y Airolo (Tesino) en los Alpes Lepontinos, que conecta la parte septentrional (germanófona) de Suiza con la parte meridional (italoparlante) de Tesino, y la ruta hacia Milán. Aunque el paso se conocía en la antigüedad, no se empleó ampliamente hasta principios del siglo XIII, porque comportaba vadear el turbulento Reuss, crecido con las nieves fundidas durante el principio del verano, en la empinada Garganta de Schöllenen, bajo Andermatt. Las muertes por ahogamiento en el paso se incrementaban en abril y mayo, según los antiguos relatos de las villas cercanas.
El Puente del Diablo (Teufelsbrücke, en alemán) se construyó en unas condiciones tan adversas que las leyendas en torno a su construcción forman por sí solas una categoría completa en el sistema de clasificación Aarne-Thompson para leyendas populares (número 1191). El Reuss era tan difícil de vadear, que un pastor suizo deseó que el Diablo construyera un puente. El Diablo apareció, pero pidió ser el primero en cruzar. El montañés estuvo de acuerdo, pero le hizo al Diablo el regalo de una cabra por su trabajo, siendo esta la primera en cruzar el puente y no el propio Diablo. Enfadado por esta afrenta, el Diablo desprendió una roca para lanzarla contra el puente y destruirlo, pero una anciana dibujó una cruz en la roca, de forma que el Diablo no pudo sostenerla. La roca está todavía allí, y en 1977 se gastaron 300 000 francos suizos en mover la roca de 220 toneladas y 127 metros para hacer espacio para el nuevo túnel de San Gotardo.

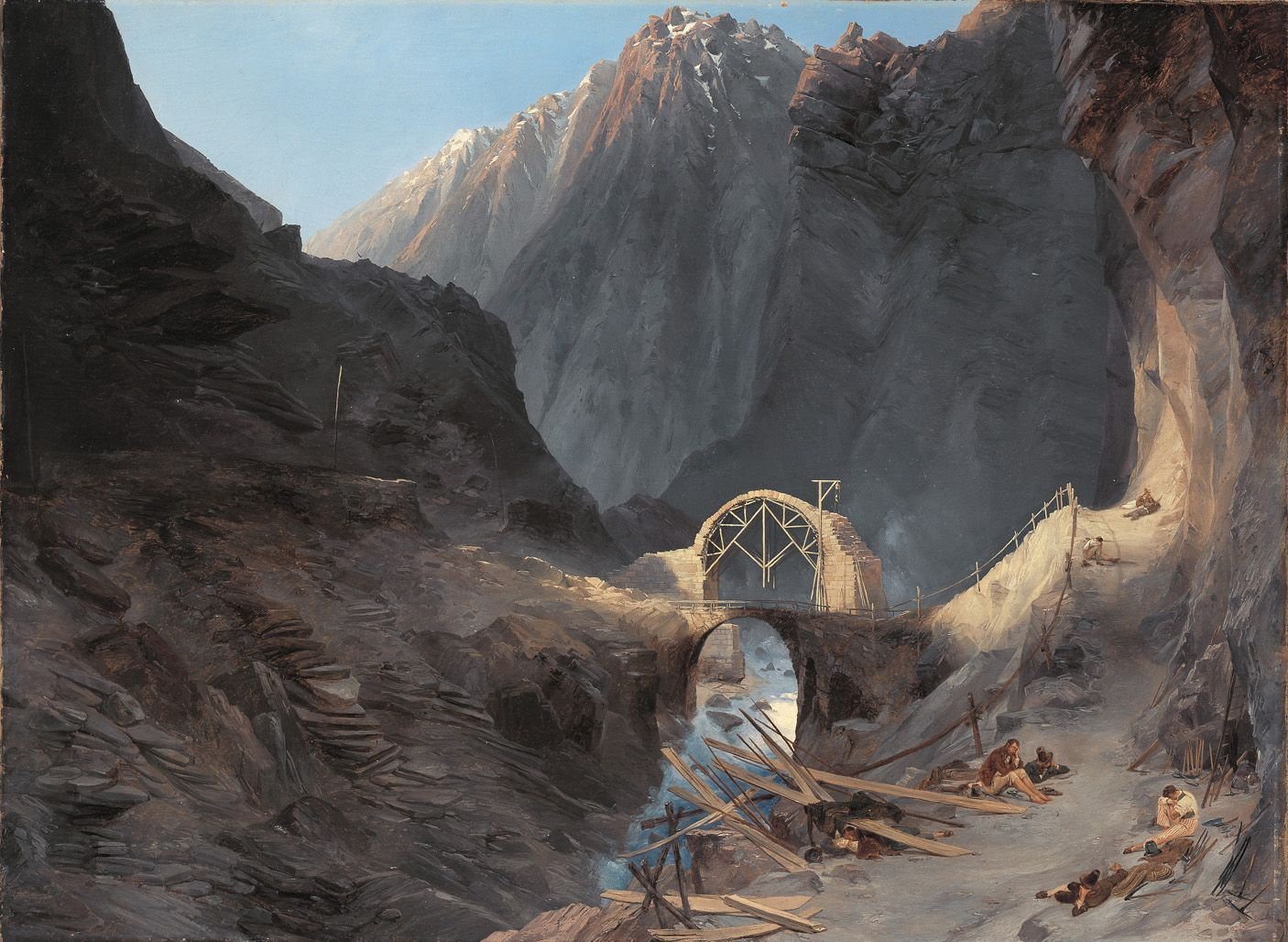
La construcción del Puente del Diablo, Carl Blechen, c. 1833 (Neue Pinakothek, Múnich).

El puente permitía que el tráfico siguiera el Reuss hasta su fuente y sobre la línea divisoria de aguas entre el Rin y el mar del Norte y el Po y el Mediterráneo, y a partir de allí, hacia Tesino y Milán. Era un camino de herradura y para rebaños hasta 1775, cuando, tras la mejora del camino, pasó el primer carro.
El paso se dedicó ya en 1236 a San Gotardo (960–1038), abad de Hersfeld, más tarde obispo de Hildesheim (1022). Hijo del arzobispo Federico de Salzburgo, Gotardo fue abad del monasterio benedictino de Niederaltaich en 996 y reformó otros monasterios bajo el patronazgo de Enrique II del Sacro Imperio Romano Germánico. Su hospicio para viajeros de San Moritz, cerca de Hildesheim, se haría famoso.

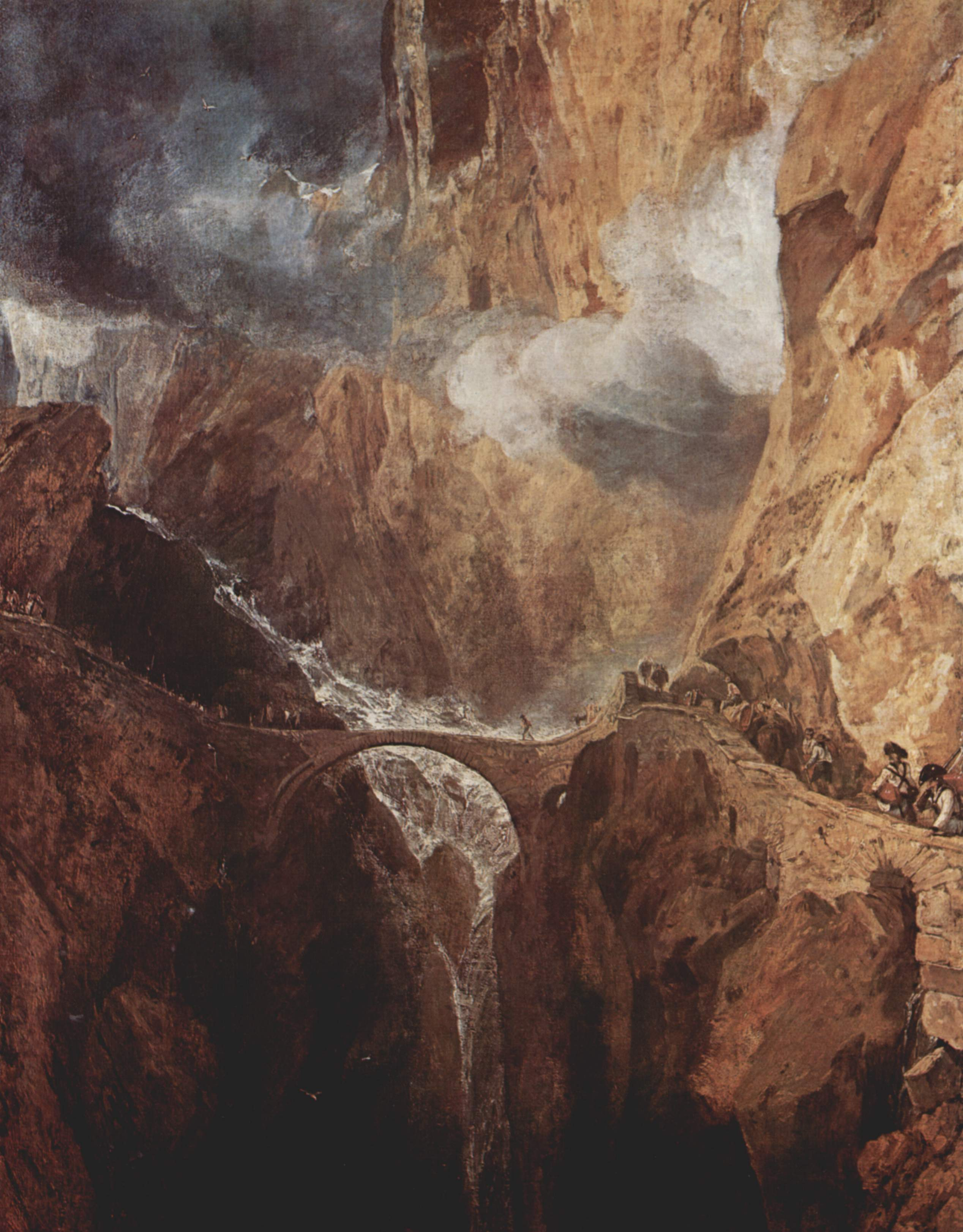
El paso visto por Turner (c. 1802).

El túnel ferroviario de San Gotardo, abierto en 1882 para el tráfico ferroviario con el coste de la pérdida de 177 vidas de trabajadores, reemplazó el antiguo paso. Un túnel por carretera de 17 km se abriría en 1980, con un número menor de muertos (53). El 1 de junio de 2016 se inauguró túnel de base de San Gotardo, un segundo túnel ferroviarios de 57 km, convirtiéndose en el túnel ferroviario más largo del mundo. Las autoridades suizas esperaban que se produjesen menos de diez muertes en los trabajos de construcción, siendo finalmente ocho el número de trabajadores muertos durante los trabajos de excavación.
Es el túnel ferroviario más largo del mundo, con 57 km. Combinado con dos túneles más cortos que se planea se construyan cerca de Zúrich y Lugano como parte de la iniciativa AlpTransit, reducirán en una hora el viaje en tren de Zúrich a Milán, que en la actualidad dura tres horas y 40 minutos, además de incrementar el número y el tamaño de los trenes que pueden operar en la ruta.